# Jean-Baptiste Chollet
Jean-Baptiste Marie Chollet (París, 20 de maig de 1798 - [...?], 10 de gener de 1892) fou un músic i cantant líric (baríton-tenor) francès.
Es donà conèixer com a músic militar, i cantant d'església, corista, professor i violinista, arribant a posseir una solida reputació com a cantant d'òpera i sent extraordinàriament aplaudit en els principals teatres de París i de províncies, a Bèlgica i els Països Baixos, tornant a l'Òpera Còmica de la capital francesa el 1853, havent estrenat nombroses obres, entre elles: Le Postillon de Lonjumeau, traduïda al castellà amb el títol del Postillon de la Rioja; Le Roi d'Ivetot, Cagliostro, Le meustrier, i algunes altres que assoliren un bon èxit.
Va compondre romances, nocturns, concerts, etc.